# Interstate 68
I-68 eller Interstate 68 är en amerikansk väg, Interstate Highway, i West Virginia och Maryland. Trots att den inte passerar några större städer utgör den en viktig transportled i regionen. Den är även ett alternativ till den avgiftsbelagda Pennsylvania Turnpike.